# Пиаско
Пиа̀ско (на италиански: Piasco; на пиемонтски: Ël Piasch, Ъл Пиаск, на окситански: Lou Piasc, Лу Пиаск) е малко градче и община в Северна Италия, провинция Кунео, регион Пиемонт. Разположено е на 458 m надморска височина. Населението на общината е 2855 души (към 2010 г.).